# Administração holística
O holismo significa que o homem é um ser indivisível, que não pode ser entendido através de uma análise separada de suas diferentes partes.
Com a globalização (integração do mundo; povos e cultura) compartilhamos não somente as oportunidades que ela oferece mas também os problemas. E para sua compreensão exige a aplicação da teoria sistêmica. Na busca de uma sabedoria sistêmica, que bem podemos interpretar como sendo a busca de uma visão holística. A visão holística pode ser considerada a forma de perceber a realidade e a abordagem sistêmica, o primeiro nível de operacionalização desta visão.
O enfoque sistêmico exige dos indivíduos uma nova forma de pensar; de que o conjunto não é mera soma de todas as partes, mas as partes compõem o todo, e é o todo que determina o comportamento das partes. Uma nova visão de mundo, que lhes permitirá perceber com todos os sentidos a unicidade de si mesmo e de tudo que os cerca. Portanto para e empresa o lucro deixa de ser o objetivo, para se tornar uma consequência de todo os processos da empresa; o RH deixa de ser custo e os consumidores deixam de ser receitas, para se tornarem parte do todo da empresa. A empresa ganha uma nova visão, valorizando todos os processos e departamentos, e tendo consciência que todos têm a sua importância e que todos compõem a empresa, que a empresa não é mera soma de departamentos e processos, mas que são eles a empresa. Traz a percepção da organização como uma série de processos e atividades interligadas. Uma empresa é um processo que contém vários processos, de manufatura e/ou serviços.
A Administração Holística tem como base que a empresa não pode mais ser vista como um conjunto de departamentos (Departamentalização) que executam atividades isoladas, mas sim como em conjunto único, um sistema aberto em continua interação.

## Processo de implantação da Administração Holística
- Diagnóstico da empresa: avaliação do RH, TI, Fornecedores, Marca, Imagem, Clima e Cultura. Entender como estão relacionados entre si e dentro da organização.
- Análise do meio externo: perceber a situação - política - social - econômica – cultural - tecnológica e concorrência e suas relação com a empresa.
- Identificação do “núcleo da empresa”: Mapear os pontos fortes e competências primordiais para o negócio.
- Estabelecimento da missão
- Reconhecimento dos valores da empresa: Identificar o que ela entende como relevante e que define sua maneira de ser.
- Definição das políticas da empresa

A abordagem holística propõe uma integração de conceitos defendidos por outros modelos de administração, como: a valorização da intuição preconizada pelo modelo japonês, o desenvolvimento pessoal defendido pela administração por objetivos e a interação valorizada pelo Desenvolvimento Organizacional.
A proposta de trazer a visão holística para a área de administração, traduzindo-a num modelo de administração holística, embora tenha seus méritos, também corre o risco de restringi-la. A visão holística está mais para uma forma de pensar, de perceber a realidade, do que para um modelo. As organizações reproduzem em pequenas escalas as configurações e dimensões do universo. Por isso se diz que o desenho das organizações atuais deveria ser uma estrutura de holograma, sem forma e limite definidos, adaptáveis às circunstâncias, com linhas hierárquicas simplificadas, muitos canais de comunicação e trabalho matricial ou em redes, formando-se equipes interdisciplinares para resolver os desafios que enfrenta a organização.
Um pensamento deve ser levado em consideração: a relação hologramática entre as partes e o todo. Quem não compreende o princípio de recursividade, está condenado à insipidez, à trivialidade e ao erro. Assim deve-se criar no homem a ideia de viver em harmonia com a natureza, como parte integrante dela, de quem é reflexo e a quem modifica, e esta necessidade de que se crie uma nova consciência ecológica e se desenvolva uma nova postura ética perante a natureza é tarefa do gerenciamento holístico.
A ideia do holismo não é nova. Ela está subjacente a várias concepções filosóficas ao longo de toda a evolução do pensamento humano. O termo holismo origina-se do grego “holos”, que significa todo. Na concepção holística, não só as partes de cada sistema se encontram no todo, mas os princípios e leis que regem o todo se encontram em cada uma das partes e todos os fenômenos ou eventos se interligam e se interpenetram, de forma global.
A holística não é ciência, nem filosofia. Não é uma religião nem uma disciplina mística. Também não constitui um paradigma. Segundo Pierre Weil, (1991), “a abordagem holística propõe uma visão não-fragmentada da realidade onde sensação, sentimento, razão e intuição se equilibram e se reforçam”.

A palavra hólos veio do grego e significa inteiro; composto. Segundo o dicionário, holismo é a tendência a sintetizar unidades em totalidades, que se supõe seja própria do universo. Sintetizar é reunir elementos em um todo; compor.

Visão holística empresarial equivale a se ter uma "imagem única", sintética de todos os elementos da empresa, que normalmente podem ser relacionados a visões parciais abrangendo suas estratégias, atividades, informações, recursos e organização (estrutura da empresa, cultura organizacional, qualificação do pessoal, assim como suas inter-relações).
No mundo corporativo todo empreendedor deve ter uma visão holística de sua empresa. Essa visão possui diferentes ênfases e graus de abstração. A organização que possuir pessoas com essa visão, com certeza se destacará de suas concorrentes. É comum encontrar gerentes empolgados com os recursos computacionais, outros achando que a solução está somente na estrutura organizacional, outros que consideram suas máquinas e equipamentos como sendo a salvação da empresa, etc.
O pensamento holístico é profundamente ecológico. O indivíduo e a natureza não estão separados, formam um conjunto impossível de ser dissociado. É por isso que qualquer forma de agressão à natureza é pura e simplesmente uma forma de suicídio.